# Brodowo (województwo warmińsko-mazurskie)

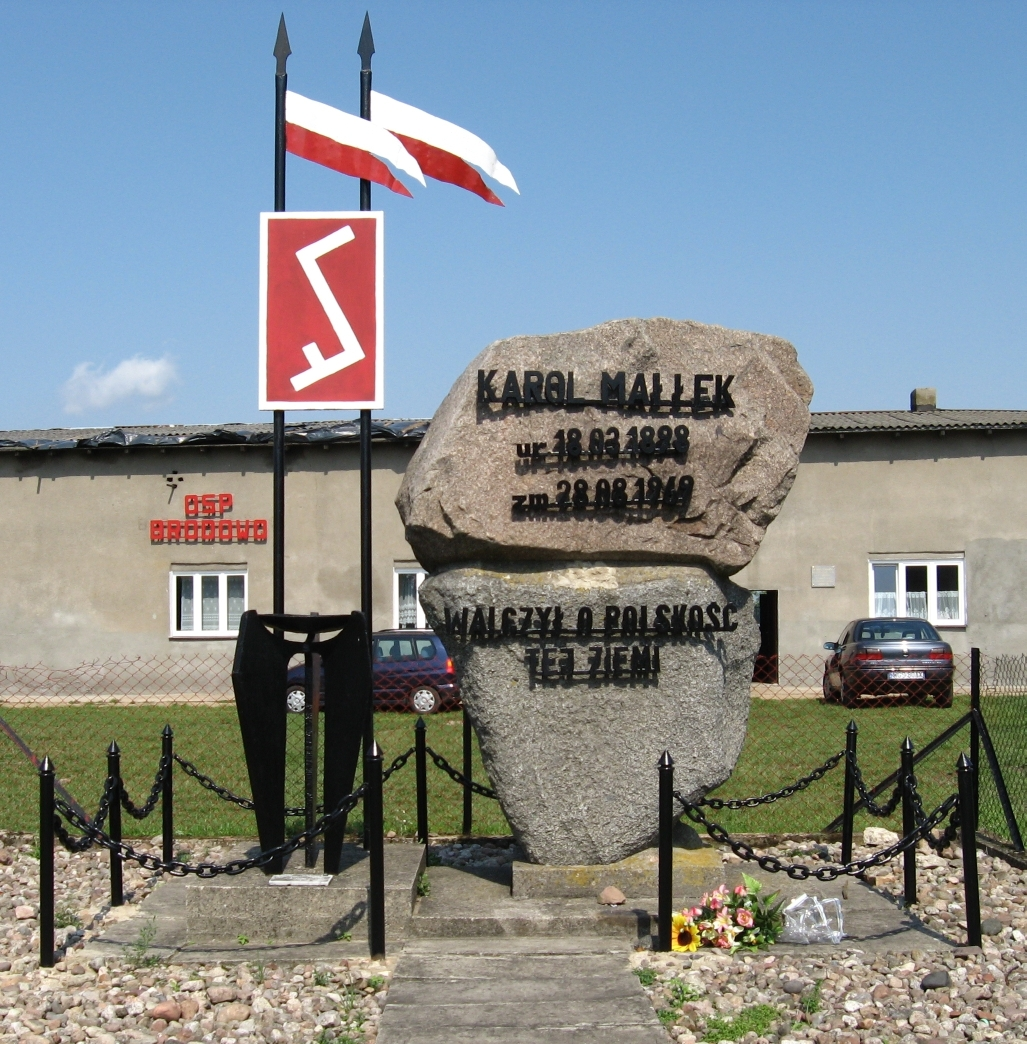
Pomnik Karola Małłka w Brodowie

Brodowo (niem. Brodau) – wieś w Polsce położona w województwie warmińsko-mazurskim, w powiecie działdowskim, w gminie Iłowo-Osada.
W latach 1975–1998 miejscowość administracyjnie należała do województwa ciechanowskiego.

## Rys historyczny
Wieś powstała w 1399 roku w wyniku wydzielenia z dóbr Narzym czterdziestu włók. W I poł. XVIII wieku powstała tu szkoła.
W okresie międzywojennym stacjonowała tu placówka Straży Celnej „Brodowo”.
Z Brodowa pochodzi zasłużona dla polskości regionu rodzina Małłków. W centrum wsi stoi pomnik poświęcony Karolowi Małłkowi, a na budynku stojącym w miejscu jego rodzinnego domu – tablica pamiątkowa. Na cmentarzu ewangelickim znajduje się grób rodzinny.

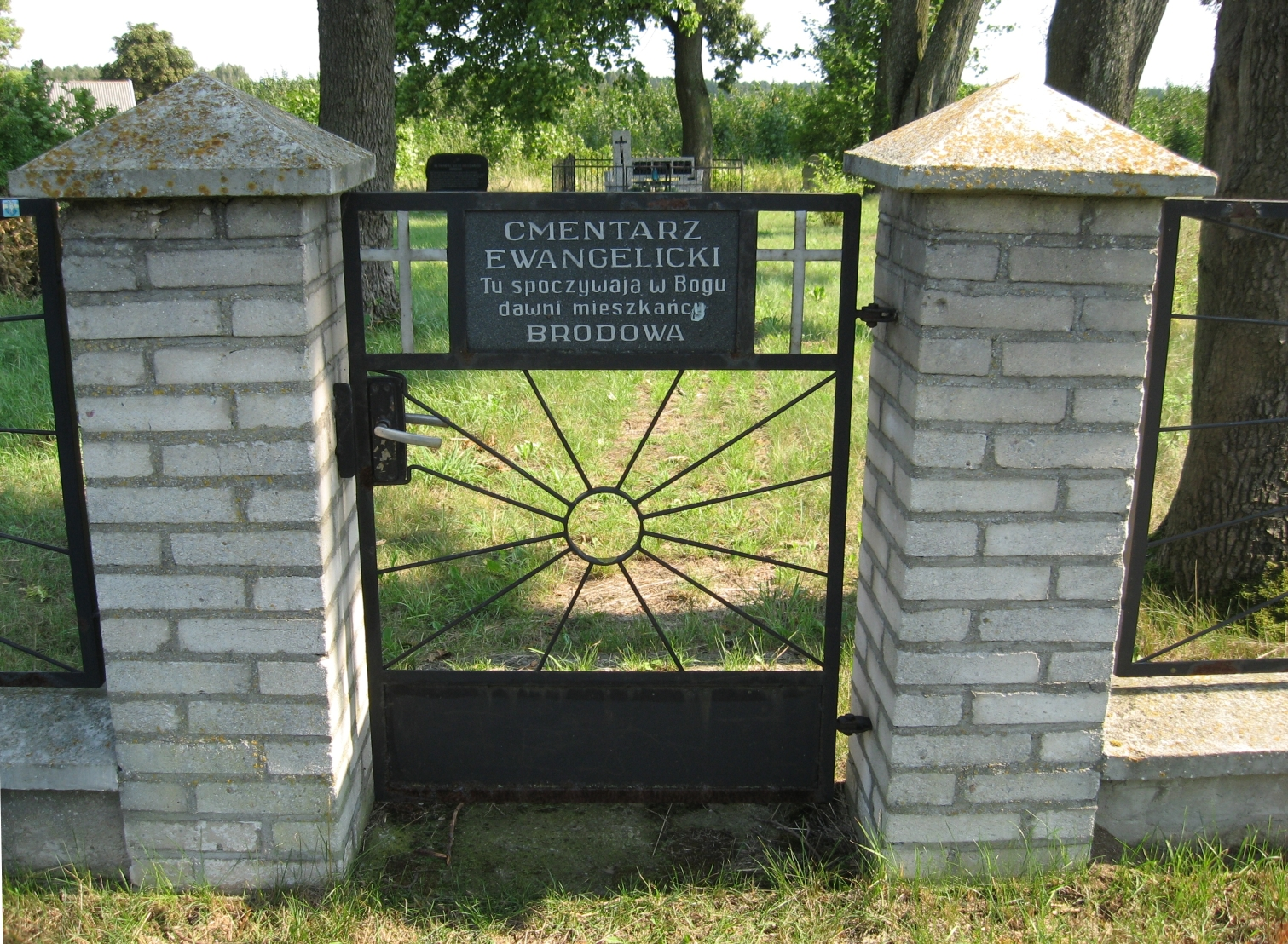
Cmentarz ewangelicki - brama wejściowa
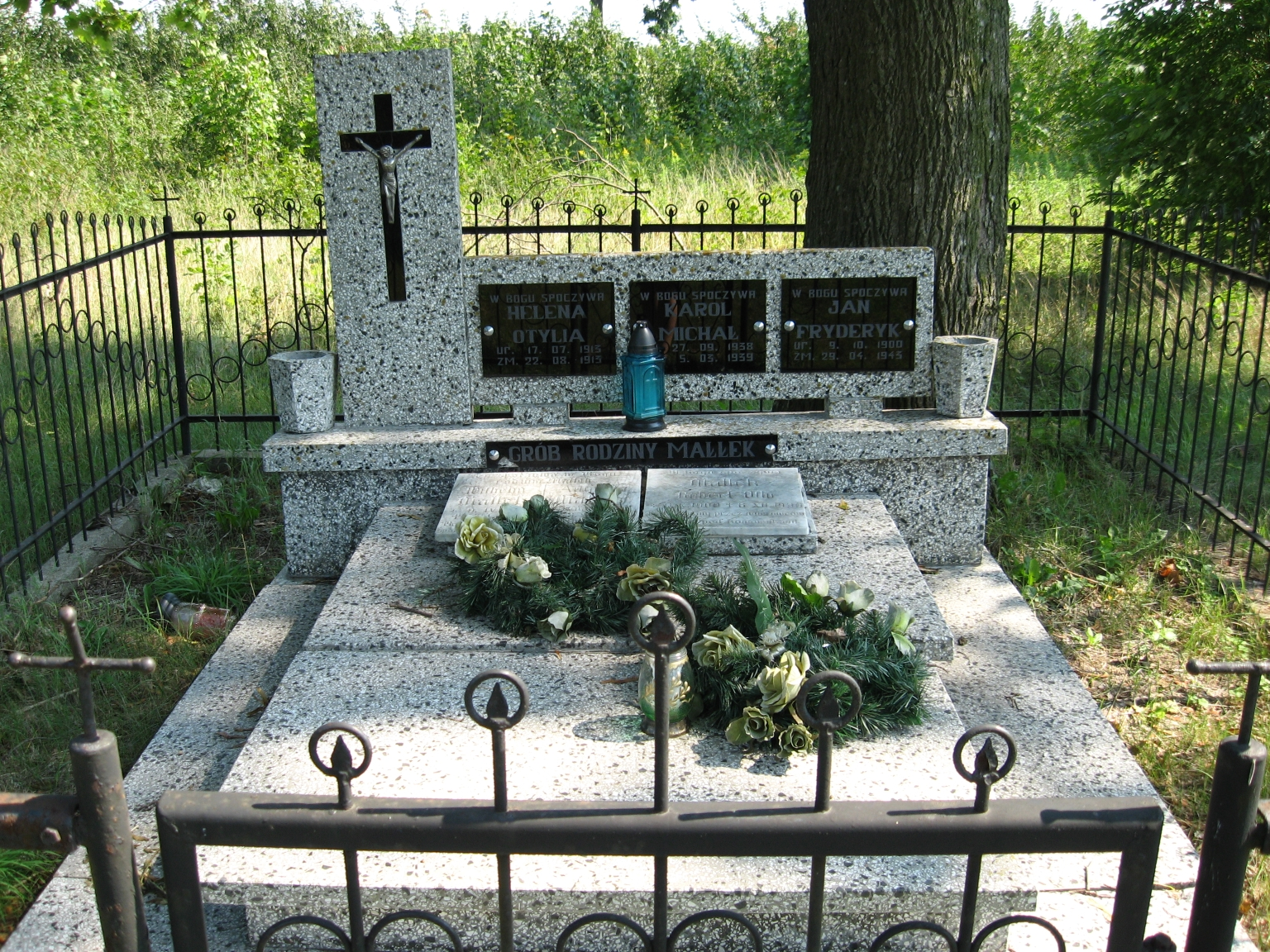
Grób rodziny Małłków
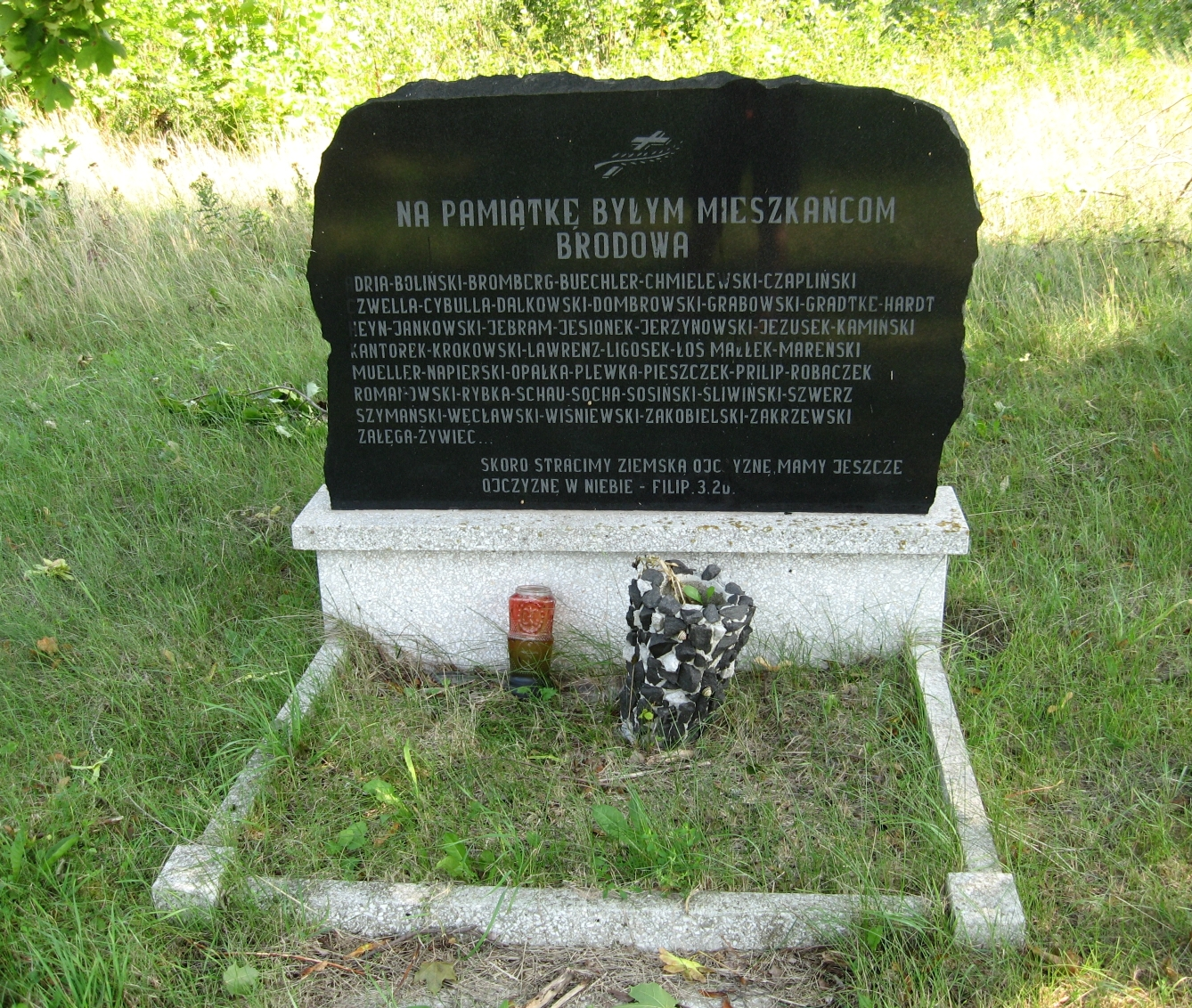
Pamięci byłym mieszkańcom Brodowa
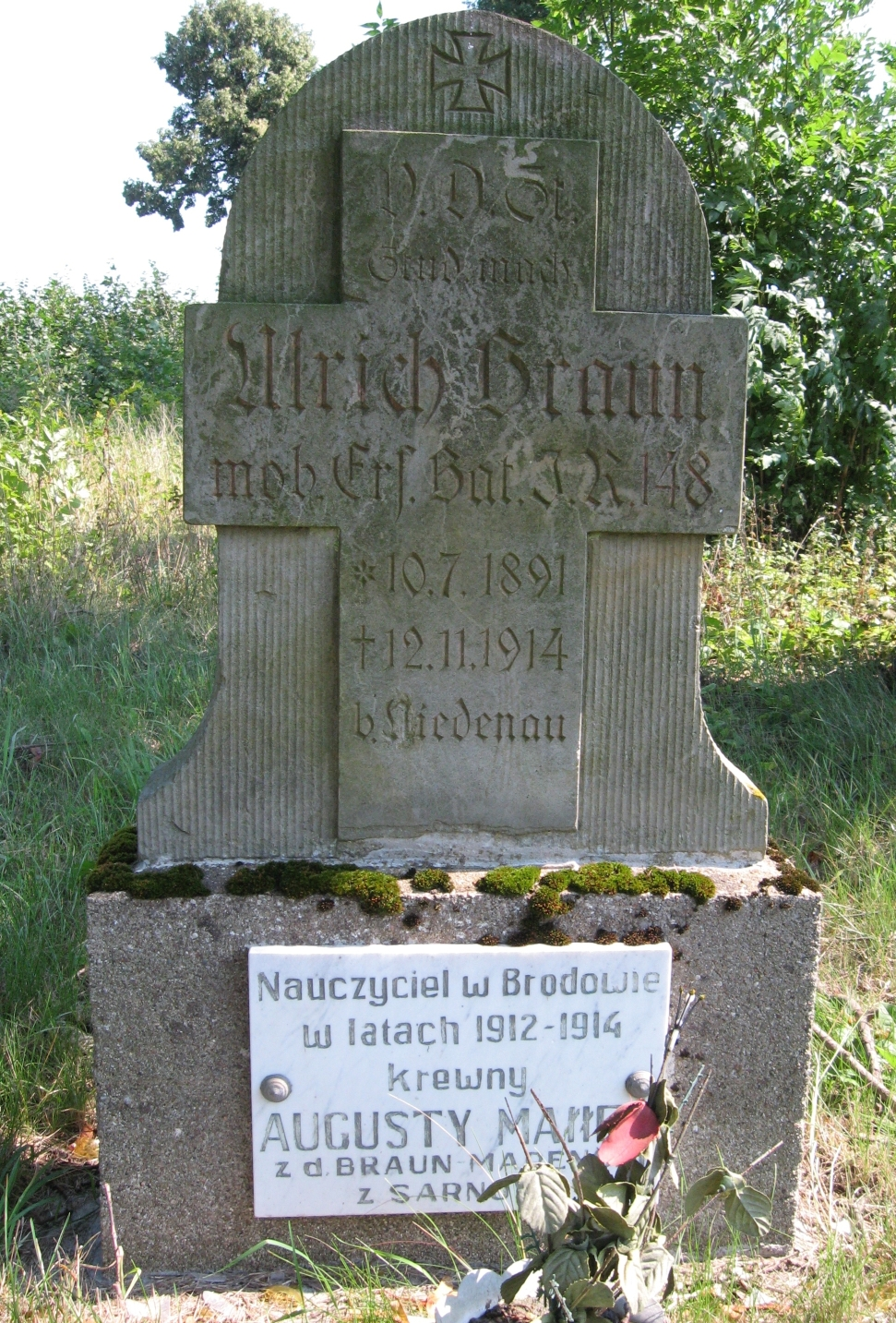
Mogiła

## Kultura mazurska
W okresie międzywojennym Brodowo stało się jednym z prężniejszych środowisk mazurskich. We wsi po dziś dzień zachowało się kilka mazurskich chałup (część jest już jednak przebudowana).

## Urodzeni w Brodowie
- Karol Małłek – zasłużony dla polskości regionu działacz mazurski, pisarz, pedagog, znawca folkloru, zwany "królem Mazurów"[5].
- Edward Szymański – polski politolog i działacz narodowy na Mazurach, poseł na Sejm Ustawodawczy (1947–1952)[6].
- Jerzy Jakubowski – polski prawnik,  profesor nadzwyczajny Wydziału Prawa i Administracji Uniwersytetu Warszawskiego, nauczyciel akademicki, specjalista w zakresie prawa prywatnego międzynarodowego i międzynarodowego prawa handlowego[7].